# Avenida 4 de Fevereiro
A Avenida 4 de Fevereiro, conhecida popularmente como Marginal, é uma importante artéria urbana da cidade de Luanda, em Angola.
Debruçada sobre a Baía de Luanda e conhecida nos tempos coloniais como Avenida de Paulo Dias de Novais, em honra do fundador da cidade, em 1576, esta é a avenida de maior prestígio da cidade e aqui se concentram diversos ministérios, serviços públicos, hotéis e sedes de grandes empresas, especialmente algumas das principais multinacionais estabelecidas no país, bem como a Universidade Agostinho Neto e o Banco Nacional de Angola, com o seu belo e imponente edifício.
Outrora considerada uma das mais belas avenidas marginais de África, a Avenida 4 de Fevereiro sofreu uma grande degradação e abandono, especialmente durante os anos da Guerra Civil Angolana (1975-2002), mas está atualmente em fase de profunda remodelação.
O nome atual da avenida — 4 de Fevereiro — faz menção aos ataques a Luanda em fevereiro de 1961, o início da luta armada pela independência de Angola, e também o princípio da Guerra Colonial Portuguesa.